# Eumorpha cissi
Eumorpha cissi is een vlinder uit de familie van de pijlstaarten (Sphingidae). De wetenschappelijke naam van de soort werd in 1870 gepubliceerd door Ludwig Wilhelm Schaufuss.